# 9179 Satchmo
A 9179 Satchmo (ideiglenes jelöléssel 1991 EM1) a Naprendszer kisbolygóövében található aszteroida. Az Oak Ridge Observatoryban fedezték fel 1991. március 13-án.